# Jade Baker
Jade Baker (Denver, Colorado; 13 de mayo de 1997) es una actriz pornográfica y modelo erótica estadounidense.

## Biografía
Natural de Colorado, en el instituto marchó por la especialidad de Artes, teniendo como intereses la música y la literatura, llegando a publicar en revistas. Comenzó su andadura en la industria del entretenimiento para adultos como modelo de cámara web en 2015 para portales como MyFreeCams.
Debutó como actriz en el verano de 2018, a los 21 años, grabando en sus comienzos exclusivamente escenas chica/chica. Ha trabajado como actriz con estudios como Girlfriends Films, Mofos, Girlsway, Cherry Pimps, Twistys, Babes, Pulse Distribution, Brazzers, Nubiles, Digital Sin, Mile High, X-Art o Sweetheart Video, o entre otros.
En diciembre de 2019 fue nombrada Chica del mes por el portal Girlsway.
En 2020 recibió sus primeras nominaciones en el circuito profesional de la industria, destacando por conseguir el reconocimiento tanto en los Premios AVN como en los Premios XBIZ en la categoría de Artista lésbica del año.
Hasta la actualidad ha rodado más de 140 películas como actriz.
Algunas películas suyas son Bachelorette, Erotic Jade Baker, Girlcore Season 2 Volume 2, In Bed With My Stepsister, Just Girls and Their Toys, Lady Boss 3, Net Skirts 19.0, Overnight Foreplay, Slumber Party o Teen Lesbians 2.

## Premios y nominaciones
| Año  | Ceremonia                   | Resultado | Premio                                              | Trabajo                             |
| ---- | --------------------------- | --------- | --------------------------------------------------- | ----------------------------------- |
| 2020 | Premios AVN                 | Nominada  | Artista lésbica del año                             | —                                   |
| 2020 | Premios XBIZ                | Nominada  | Artista lésbica del año                             | —                                   |
| 2020 | Spank Bank Awards           | Nominada  | Doctoral Degree in Dildology                        | —                                   |
| 2020 | Spank Bank Awards           | Nominada  | Queen of Cunnilingus                                | —                                   |
| 2020 | Spank Bank Awards           | Nominada  | Sage of 69                                          | —                                   |
| 2020 | Spank Bank Awards           | Nominada  | Sensational Scissorist                              | —                                   |
| 2020 | Spank Bank Technical Awards | Ganadora  | Most Likely To Break A Toe On Her Own Stripper Pole | —                                   |
| 2021 | Premios AVN                 | Nominada  | Artista lésbica del año                             | —                                   |
| 2021 | Premios AVN                 | Nominada  | Mejor escena de sexo lésbico en grupo               | Girlcore: The Compete Second Season |
| 2021 | Premios XBIZ                | Nominada  | Artista lésbica del año                             | —                                   |
| 2022 | Premios AVN                 | Nominada  | Artista lésbica del año                             | —                                   |
| 2022 | Premios XBIZ                | Nominada  | Artista lésbica del año                             | —                                   |